# Lenzburg (Illinois)
Pour les articles homonymes, voir Lenzburg (homonymie).
Lenzburg est un village situé au sud du comté de Saint Clair dans l'Illinois, aux États-Unis,. Le village est incorporé le 2 mai 1894.

## Démographie
Lors du recensement de 2010, le village comptait une population de 521 habitants. Elle est estimée, en 2016, à 488 habitants.

### Source de la traduction
- (en) Cet article est partiellement ou en totalité issu de l’article de Wikipédia en anglais intitulé « Lenzburg, Illinois » (voir la liste des auteurs).